# Погребной, Юрий Леонидович
Ю́рий Леони́дович Погребно́й (род. 7 августа 1978, Северодвинск, Архангельская область, СССР) — российский игрок в хоккей с мячом, полузащитник, заслуженный мастер спорта России (1999).

## Карьера

### Клубная
Заниматься хоккеем с мячом начал в 1986 году в школе северодвинского «Севера», за который выступал его отец Л. В. Погребной, в дальнейшем работая тренером в школе клуба и принимая участие в подготовке сына. В дальнейшем подготовкой спортсмена занимался С. П. Драчёв. В 1989 году побеждает в турнире «Плетёный мяч», в 1994 году становится бронзовым призёром чемпионата мира среди младших юношей, в 1995 году — бронзовым призёром чемпионата мира среди старших юношей.
В 1994 году был приглашён в архангельский «Водник». Дебютировал за команду 14 октября 1994 года в матче Кубка России против клуба «Агрохим» (Березники), отметившись забитым мячом.
В первый сезон выступлений за «Водник» действовал на позиции левого крайнего нападающего, но с приходом в команду на должность главного тренера Владимира Янко стал играть на позиции правого бортового полузащитника, что позволило в семнадцатилетнем возрасте закрепиться в основном составе команды мастеров.
Выступая за команду 11 сезонов игровой карьеры, побеждает в девяти чемпионатах России, четырежды — в Кубке России, трижды — в Кубке европейских чемпионов, дважды — в Кубке мира, в сезоне 2004/05 — во всех клубных турнирах сезона. В 1997 году был впервые включён в число 22-х лучших игроков сезона.
В 2005 году вместе с ещё рядом ведущих игроков «Водника» и сборной России переходит в московское «Динамо», по итогам сезона 2004/05, завоевавшее место в высшем дивизионе чемпионата России. Выступая за «Динамо» пять сезонов ещё пять раз побеждает в чемпионате России, трижды — в Кубке России и Кубке европейских чемпионов, дважды — в Кубке мира и Кубке чемпионов Эдсбюна, в сезоне 2006/07 — вновь во всех клубных турнирах сезона, а также в составе сборной России на чемпионате мира 2007 года.
С 2010 по 2012 год был игроком команды «Динамо-Казань», побеждая в сезоне 2010/11 в чемпионате России и Кубке мира.
С 2012 по 2018 год вновь в составе «Водника», в котором завершил игровую карьеру, перейдя к тренерской деятельности в должности старшего тренера команды.
В чемпионатах России — 635 матчей, 121 мяч («Водник» — 433, 84; «Динамо-Москва» — 141, 24; «Динамо-Казань» — 61, 13). В Кубке России — 199 матчей, 50 мячей («Водник» — 131, 34; «Динамо-Москва» — 51, 16; «Динамо-Казань» — 17, 0).

### В сборной России
В 1996 году был приглашён во вторую сборную России.
В составе сборной России с 1999 по 2012 год, шестикратный чемпион мира, пятикратный серебряный призёр чемпионатов мира. На чемпионатах мира провел 72 матча, забил 18 мячей. Включён в символическую сборную чемпионата мира 2003 года.

## Отзывы и критика
«Юра Погребной и Дима Савельев — это были два суперсовременных крайних полузащитника. Поэтому столько лет они играли в сборной, и равных им даже близко никого нет. Поэтому они входят в когорту лучших бортовых полузащитников за всю историю хоккея с мячом. Из моего поколения таковым был только Леонид Лобачёв».
— Владимир Янко

«Когда я пришел в «Водник», Юра играл левого крайнего нападающего. Ему тогда было 16, и, естественно, он был одним из самых талантливых ребят. Но я увидел в Погребном бортового полузащитника. Во-первых, в нём было просто огромное желание борьбы, а для форварда это большая редкость. Во-вторых, Юрка очень здорово отрабатывал в обороне и имел поставленный удар как с правой, так и с левой руки. Так я поставил его на правый край, и у него на удивление сразу начало получаться!».
— Владимир Янко

## Достижения

### Командные
«Водник»
 Чемпион России (9): 1995/96, 1996/97, 1997/98, 1998/99, 1999/2000, 2001/02, 2002/03, 2003/04, 2004/05 

 Серебряный призёр чемпионата России (1): 2000/01 

 Обладатель Кубка России (4): 1995, 1996, 2000, 2005 (весна) 

 Финалист Кубка России (3): 1997, 1999, 2001 

 Бронзовый призёр Кубка России (1): 2002 

 Обладатель Кубка европейских чемпионов (3): 2002, 2003, 2004 

 Финалист Кубка европейских чемпионов (4): 1996, 1997, 1998, 2000 

 Обладатель Кубка мира (2): 2003, 2004 

 Финалист Кубка мира (1): 2002 

 Обладатель Кубка чемпионов Эдсбюна (1): 2004 

«Динамо» (Москва)
 Чемпион России (5): 2005/06, 2006/07, 2007/08, 2008/09, 2009/10 

 Обладатель Кубка России (3): 2005 (осень), 2006, 2008 

 Бронзовый призёр Кубка России (1): 2009 

 Обладатель Кубка европейских чемпионов (3): 2006, 2008, 2009 

 Финалист Кубка европейских чемпионов (1): 2007 

 Обладатель Кубка мира (2): 2006, 2007 

 Обладатель Кубка чемпионов Эдсбюна (2): 2006, 2008 

«Динамо-Казань»
 Чемпион России (1): 2010/11 

 Серебряный призёр чемпионата России (1): 2011/12 

 Финалист Кубка России (1): 2011 

 Обладатель Кубка мира (1): 2010 

Сборная России
 Чемпион мира (6): 1999, 2001, 2006, 2007, 2008, 2011 

 Серебряный призёр чемпионата мира (5): 2003, 2005, 2009, 2010, 2012 

 Победитель Международного турнира на призы Правительства России (3): 2002, 2008, 2010 

 Бронзовый призёр Международного турнира на призы Правительства России (1): 1996 (в составе второй сборной России) 

 Бронзовый призёр Кубка губернатора Московской области (1): 2003 

 Обладатель Суперкубка Европы (1): 2005 (осень) 

 Бронзовый призёр чемпионата мира среди старших юношей: 1995 

 Бронзовый призёр чемпионата мира среди младших юношей: 1994 

### Личные
- В списке 22-х лучших игроков сезона (14 раз): 1997, 1999—2011
- Символическая сборная чемпионата мира: 2003

## Награды
- Медаль ордена «За заслуги перед Отечеством» II степени (21 мая 1999 года) — За успешную подготовку и активное участие в ХХI чемпионате мира по хоккею с мячом в городе Архангельске[7]
- Медаль ордена «За заслуги перед Отечеством» I степени (26 апреля 2007 года) — За заслуги в развитии физической культуры и спорта и многолетнюю добросовестную работу[8]

## Статистика выступлений

### Клубная
| Сезон     | Клуб                 | Чемпионат | Чемпионат | Чемпионат | Чемпионат | Чемпионат  | Кубок | Кубок | Кубок | Кубок | Кубок |
| Сезон     | Клуб                 | И         | М         | П         | О         | Ш          | И     | М     | П     | О     | Ш     |
| --------- | -------------------- | --------- | --------- | --------- | --------- | ---------- | ----- | ----- | ----- | ----- | ----- |
| 1994/1995 | Водник (Архангельск) | 19        | 4         |           | 4         | 30         | 10    | 5     |       | 5     |       |
| 1995/1996 | Водник (Архангельск) | 26        | 2         |           | 2         |            | 10    | 1     |       | 1     |       |
| 1996/1997 | Водник (Архангельск) | 26        | 3         |           | 3         | 60         | 6     | 1     |       | 1     |       |
| 1997/1998 | Водник (Архангельск) | 30        | 10        |           | 10        | 40         | 3     | 0     |       | 0     |       |
| 1998/1999 | Водник (Архангельск) | 27        | 7         |           | 7         | 60         | 12    | 1     |       | 1     | 10    |
| 1999/2000 | Водник (Архангельск) | 28(1)     | 10(0)     | 10(0)     | 20(0)     | 40(0)      | 10    | 3     | 6     | 9     | 0     |
| 2000/2001 | Водник (Архангельск) | 26        | 7         | 9         | 16        |            | 8     | 3     | 1     | 4     |       |
| 2001/2002 | Водник (Архангельск) | 28        | 8         | 17        | 25        | 55         | 12    | 6     | 4     | 10    |       |
| 2002/2003 | Водник (Архангельск) | 24        | 7         | 4         | 11        | 60         | 13    | 3     | 4     | 7     |       |
| 2003/2004 | Водник (Архангельск) | 26        | 8         | 3         | 11        | 55         | 1     | 1     | 1     | 2     |       |
| 2004/2005 | Водник (Архангельск) | 22        | 3         | 11        | 14        | 50         | 8     | 3     | 3     | 6     | 45    |
| 2005/2006 | Динамо (Москва)      | 26        | 6         | 16        | 22        | 45         | 6     | 2     | 3     | 5     | 0     |
| 2006/2007 | Динамо (Москва)      | 28        | 2         | 11        | 13        | 25         | 16    | 5     | 5     | 10    | 15    |
| 2007/2008 | Динамо (Москва)      | 25        | 6         | 7         | 13        | 65         | 11    | 5     | 2     | 7     | 20    |
| 2008/2009 | Динамо (Москва)      | 27        | 3         | 3         | 6         | 30+К       | 9     | 2     | 0     | 2     | 20    |
| 2009/2010 | Динамо (Москва)      | 35        | 7         | 12        | 19        | 70         | 9     | 1     | 3     | 4     | 10    |
| 2010/2011 | Динамо (Казань)      | 31        | 5         | 9         | 14        | 60         | 10    | 0     | 1     | 1     | 30    |
| 2011/2012 | Динамо (Казань)      | 30        | 8         | 6         | 14        | 100        | 7     | 0     | 4     | 4     | 10    |
| 2012/2013 | Водник (Архангельск) | 28        | 10        | 4         | 14        | 60         | 7     | 5     | 1     | 6     | 20    |
| 2013/2014 | Водник (Архангельск) | 23        | 0         | 5         | 5         | 80         |       |       |       |       |       |
| 2014/2015 | Водник (Архангельск) | 22        | 2         | 7         | 9         | 30         | 10    | 0     | 4     | 4     | 10    |
| 2015/2016 | Водник (Архангельск) | 23        | 0         | 4         | 4         | 80         | 6     | 1     | 4     | 5     | 10    |
| 2016/2017 | Водник (Архангельск) | 33        | 2         | 4         | 6         | 40         | 4     | 0     | 1     | 1     | 0     |
| 2017/2018 | Водник (Архангельск) | 22        | 1         | 2         | 3         | 60+К       | 7     | 0     | 0     | 0     | 0     |
| Всего     | 24 сезона            | 635(1)    | 121(0)    | 144(0)    | 265(0)    | 1195+2К(0) | 195   | 48    | 47    | 95    | 200   |

Примечание: Статистика голевых передач ведется с сезона 1999/2000.
В чемпионатах России забивал мячи в ворота 27 команд
```
 1.Зоркий              = 15 мячей 15-16.Агрохим        =  3
 2.Сибсельмаш          = 11       15-16.Мурман         =  3  
 3.Север               =  9       17-20.Североникель   =  2
 4-5.Уральский трубник =  8       17-20.СКА-Нефтяник   =  2
 4-5.Кузбасс           =  8       17-20.БСК            =  2
 6-7.Байкал-Энергия    =  7       17-20.Водник         =  2
 6-7.Старт             =  7       21-27.Черемшан       =  1
 8-9.Динамо М          =  6       21-27.СКА-Свердловск =  1
 8-9.Динамо-Казань     =  6       21-27.Металлург Бр   =  1
10-12.Строитель С      =  5       21-27.СКА-Забайкалец =  1
10-12.Локомотив Ор     =  5       21-27.Лесохимик      =  1
10-12.Родина           =  5       21-27.Саяны          =  1
13-14.Волга            =  4       21-27.Енисей         =  1
13-14.Маяк             =  4
```

В чемпионатах России количество мячей в играх
по 1 мячу забивал в 97 играх 
  
по 2 мяча забивал в 9 играх 
  
по 3 мяча забивал в 2 играх 
 
Свой 121 мяч забросил в 108 играх, в 527 играх мячей не забивал. 

### В сборной России
| Сезон   | Игры | Мячи |
| ------- | ---- | ---- |
| 1998/99 | 11   | 2    |
| 1999/00 | 1    | 1    |
| 2000/01 | 7    | 1    |
| 2001/02 | 7    | 1    |
| 2002/03 | 6    | 2    |
| 2003/04 | 4    | 0    |
| 2004/05 | 7    | 5    |
| 2005/06 | 11   | 2    |
| 2006/07 | 7    | 0    |
| 2007/08 | 9    | 1    |
| 2008/09 | 6    | 1    |
| 2009/10 | 8    | 3    |
| 2010/11 | 8    | 3    |
| 2011/12 | 8    | 0    |
| Всего   | 100  | 22   |

|    | Фалун       | 29 октября 1996 | Фалу (Фалун)          | 8:3  | -     | Товарищеский матч          |
|    | Фалун       | 30 октября 1996 | Сандвикен (Сандвикен) | 7:1  | -     | Товарищеский матч          |
| 1  | Несшё       | 8 января 1999   | Швеция                | 3:2  | -     | Товарищеский матч          |
| 2  | Вестерос    | 10 января 1999  | Швеция                | 5:7  | -     | Товарищеский матч          |
| 3  | Лаппенранта | 16 января 1999  | Финляндия             | 5:3  | -     | Товарищеский матч          |
| 4  | Миккели     | 17 января 1999  | Финляндия             | 7:6  | -     | Товарищеский матч          |
| 5  | Архангельск | 30 января 1999  | Финляндия             | 5:3  | -     | Чемпионат мира             |
| 6  | Архангельск | 31 января 1999  | Казахстан             | 11:2 | -     | Чемпионат мира             |
| 7  | Архангельск | 1 февраля 1999  | США                   | 12:1 | 7, 76 | Чемпионат мира             |
| 8  | Архангельск | 3 февраля 1999  | Норвегия              | 6:1  | -     | Чемпионат мира             |
| 9  | Архангельск | 4 февраля 1999  | Швеция                | 0:0  | -     | Чемпионат мира             |
| 10 | Архангельск | 6 февраля 1999  | Норвегия              | 4:1  | -     | Чемпионат мира - полуфинал |
| 11 | Архангельск | 7 февраля 1999  | Финляндия             | 5:0  | -     | Чемпионат мира - финал     |

Итого: 100 матчей / 22 мяча;  побед,  ничьих,  поражения.

### Комментарии
1. ↑  Количество игр и голов за клуб(ы) в высшем дивизионе чемпионатов России
2. ↑  Результативные передачи
3. ↑  В скобках очки, набранные в аннулированном матче с нижегородским «Стартом». На предварительном этапе в матче чемпионата страны 7 декабря в Нижнем Новгороде при счёте 4:5 в пользу «Водника» матч был прерван на 89-й минуте из-за беспорядков на стадионе. Результат матча был аннулирован, команде «Старт» (Нижний Новгород) было зачтено техническое поражение, а команде «Водник» (Архангельск), соответственно, техническая победа